# Chusquea lorentziana
Chusquea lorentziana, denominada comúnmente caña brava, es una gramínea arbustiva perenne, perteneciente a la subfamilia de los bambúes (Bambusoideae). Crece en selvas subtropicales y tropicales del centro-oeste de Sudamérica. 

## Descripción
Chusquea lorentziana es un bambú de una altura de entre 3 y 7 metros, con rizoma paquimorfo, que presenta cañas con interior sólido, arqueadas, con diámetros de entre 3 y 15 mm. En los nudos medios presenta numerosas ramas de 12 a 60 cm de largo.
Hojas
Las hojas de las cañas son de un largo de 23 a 24 cm, con vainas de dorso escabroso, subtriangulares y áfilas. Las hojas de las ramas poseen vainas escabriúsculas o glabras;  láminas acuminadas, glabras, aplanadas, de forma linear-lanceolada o lanceolada de 5 a 15 cm de largo por 4 a 8 mm de ancho. 
Las inflorescencias se presentan en panículas laxas y oblongas, con longitudes entre los 5 y los 15 cm.

## Distribución y hábitat
Chusquea lorentziana habita en selvas, bosques y lugares rocosos de las laderas húmedas de los cordones preandinos orientales, en altitudes comprendidas entre los 1000 a los 2500 m s. n. m., en ambiente templados, subtropicales y tropicales. 
Se distribuye en el sur de Bolivia y en las yungas argentinas.
Bolivia
En Bolivia se encuentra en montañas selváticas de los  departamentos del sur: Chuquisaca y Tarija.
Argentina
En la Argentina se encuentra en el noroeste, en las provincias de: Jujuy, Salta, Tucumán y Catamarca.

## Taxonomía
Chusquea lorentziana fue descrita originalmente en el año 1874 por el botánico y fitogeógrafo alemán August Heinrich Rudolf Grisebach.
El ejemplar tipo procede de Argentina: provincia de Tucumán, Siambón, sierra de Tucumán. Fue colectado el 7 de mayo de 1874 por Pablo G. Lorentz, quien colectó también el isotipo (181) en Tafí Viejo, en la misma provincia. 
Etimología
El nombre genérico Chusquea proviene de la palabra en idioma muisca chusky, que según manuscritos coloniales significa 'caña ordinaria de la tierra'. El término específico lorentziana rinde honor al dr. Paul Günther Lorentz, botánico y colector del ejemplar tipo.